# Jurești, Timiș
Jurești (1924: Iurești) este un sat în comuna Bârna din județul Timiș, Banat, România.

## Legături externe

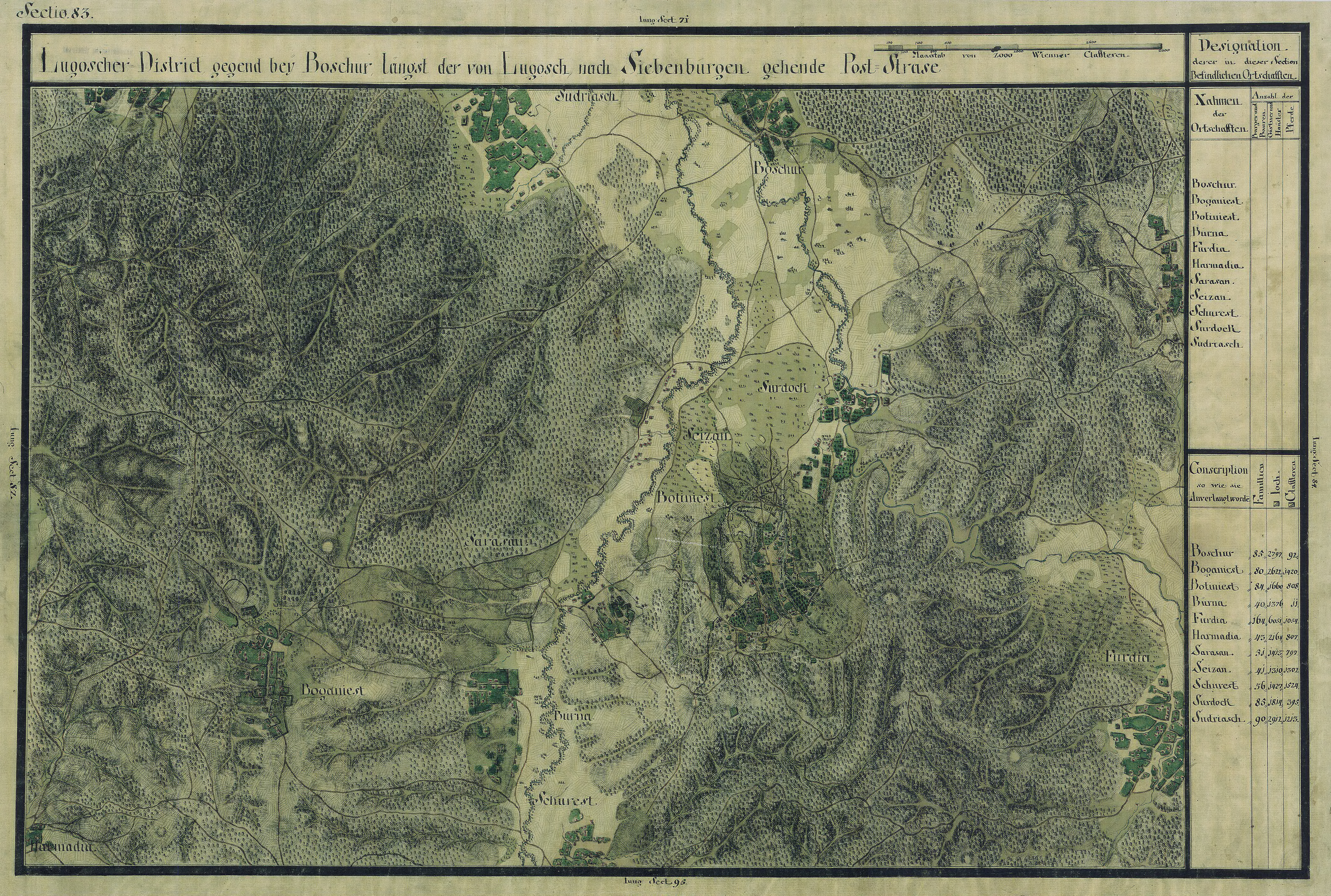
Jureşti în Harta Iosefină a Banatului, 1769-72